# Mario Vielmo
Mario Vielmo (Lonigo, 24 novembre 1964) è un alpinista e regista italiano.
Ha scalato quattordici Ottomila, di cui tredici senza l'uso di ossigeno.

## Biografia
Nato a Lonigo, in provincia di Vicenza, partecipa alla sua prima spedizione himalaiana nel 1996, tentando l'ascensione alla cima del Broad Peak (8 047 m s.l.m.) e arrivando fino a quota 7 500 m s.l.m. Nel 1998 raggiunge la sua prima vetta tra gli Ottomila, quella del Dhaulagiri I (8 167 m s.l.m.); a seguire scala il Manaslu (8163 m s.l.m) nel 2000 e il Cho Oyu (8 201 m s.l.m.) nel 2001, in solitaria (ultima parte). Il 26 maggio 2003, in occasione del 50º anniversario della prima scalata dell'Everest, raggiunge da solo la vetta della montagna più alta del mondo (8 848 m), con l'uso di ossigeno negli ultimi 200 metri, lungo la parete Nord Est. Non aveva intenzione di scalare con l'ossigeno, ma arrivato a quella quota il vento forte gli impediva di proseguire e ha utilizzato una bombola abbandonata da altri alpinisti. Nel settembre del 2004, in spedizione con la giovane Cristina Castagna, raggiunge la cima centrale dello Shisha Pangma (8 008 m s.l.m). Nel luglio del 2005 scala il Gasherbrum 2 (8 035 m s.l.m.).
Il 24 maggio del 2006 raggiunge la vetta del Makalu (8 463 m s.l.m.), il suo settimo Ottomila, dove porta, per tutto il trekking sino alla vetta, la fiaccola delle Olimpiadi Invernali 2006, recante un messaggio di pace di sua Santità il Dalai Lama, rivolto a tutta l’umanità. Da quell'esperienza inizia un ambizioso progetto di solidarietà rivolto ai bambini profughi tibetani. Nel 2007 partecipa alla spedizione sul K2 (8 611 m s.l.m.), assieme agli alpinisti Daniele Nardi, Michele Fait e Stefano Zavka e ai giornalisti Claudio Tessarolo e Marco Mazzocchi. Il 21 luglio 2007 Mario Vielmo raggiunge la vetta della seconda montagna più alta della terra, ma perde il suo compagno Stefano Zavka, esperienza che lo tocca profondamente.
Nella primavera del 2008 tenta la scalata dell'Everest senza ossigeno, dal versante sud, ma deve rinunciare alla vetta a soli 200 metri, a causa di un'improvvisa bufera di neve. Deve rinunciare anche alla vetta del Gasherbrum 1 (8 068 m s.l.m.) nel luglio del 2011, dove era parte di una spedizione internazionale, a causa dell'arrivo improvviso di una bufera a soli 120 metri dalla vetta. Mario Vielmo aveva anche contribuito al salvataggio di Sadik, un portatore pakistano.
Il 20 maggio 2013 raggiunge la vetta del Kangchenjunga (8 586 m s.l.m), la terza montagna più alta della terra. Durante la discesa il suo amico nepalese Gurung Bibash scivola accidentalmente e precipita lungo la parete sud, perdendo la vita. Nella primavera del 2015 tenta la salita del Lhotse (8 516 m s.l.m.) assieme all'alpinista Annalisa Fioretti, ma nella giornata del 25 aprile si trova al campo base, dove assiste al drammatico terremoto e alla conseguente valanga staccatasi dalla piramide del Pumori, che ha ucciso più di venti alpinisti. Le vicende precedenti e successive al terremoto sono raccontate nel suo film Himalayan Last Day e nel libro Sette punto otto di Luca Trevisan.
Nella primavera del 2016 ritorna in Nepal e raggiunge la vetta dell''Annapurna I (8 091 m s.l.m.) nella giornata del primo maggio, in condizioni estreme con venti a 60 km/h e un freddo percepito per effetto del wind chill di – 45°/-50°.
Il 26 maggio 2017, assieme a Nicola Bonaiti e con condizioni meteo avverse, raggiunge la vetta del Lhotse (8 516 m s.l.m.) senza ossigeno, coronando il suo decimo Ottomila.
Nel 2018 è in Tibet per scalare lo Shisha Pangma, ma lascia la spedizione dopo la scomparsa dell'alpinista bulgaro Boyan Petrov. In estate tenta, per la seconda volta, di raggiungere la vetta del Gasherbrum I ma decide di scendere a causa del maltempo che lo ha investito insieme ad altri alpinisti a campo 3.
Vielmo raggiunge la vetta del Broad Peak il 17 luglio 2019 alle 17.30 con molto freddo e vento. Era partito da c3 alle 22 del 16 luglio, dopo aver passato una notte supplementare a quota 7mila metri a causa del forte vento. Con lui la sola altra persona arrivata sulla vetta principale quel giorno è stata la peruviana Flor. Al ritorno a campo base organizza il rientro in elicottero del compagno Aleix De Rivas per congelamento ai piedi e una volta arrivato a Skardu, assiste in ospedale l'alpinista italiano Francesco Cassardo, sopravvissuto a un brutto incidente sul Gasherbrum VII.
Il 27 luglio 2021 raggiunge la vetta del Gasherbrum I (8 068 m s.l.m.), coronando il suo dodicesimo Ottomila, dopo aver attrezzato la via e i campi assieme a due portatori e al compagno di spedizione Marco Confortola, il quale rinuncia alla salita verso la vetta alla quota di 7.700 metri. Vielmo, di rientro verso il campo base, salva la vita a un alpinista tedesco caduto in un crepaccio. Il docufilm della spedizione "Sfida al G1. Avventura estrema", viene trasmesso dal canale Focus Mediaset.
Nell'estate 2022 partecipa alla spedizione sul Nanga Parbat assieme ai compagni Nicola Bonaiti e Tarcisio Bellò, ma dopo le rotazioni di acclimatamento senza ossigeno durante l'unica finestra di bel tempo, deve poi rinunciare al tentativo di vetta, fissato per il 12 luglio, a causa del troppo caldo e della pericolosità della montagna che scarica sassi dal canale Kinshofer.
Nel 2023 ritorna al Nanga Parbat assieme ai compagni Nicola Bonaiti e Tarcisio Bellò, che fanno gruppo insieme agli alpinisti Valerio Annovazzi e Juan Pablo Toro. Durante la spedizione sia Mario che Tarcisio Bellò soffrono di una grave infezione intestinale che li debilita, al punto che Tarcisio Bellò rinuncerà al tentativo di vetta dopo aver raggiunto campo 3 il 1º luglio. Mario, come capo spedizione, decide di proseguire montando anche un campo 4, dove, dove aver rotto una tenda, passerà una notte di forti venti a 45kmh con raffiche a 75kmh, in cinque in una sola tenda da tre, assieme ai compagni Nicola Bonaiti, Juan Pablo Toro, Valerio Annovazzi e il portatore d'alta quota Muhammed Hussein. Nonostante il poco riposo, il 3 luglio 2023 raggiunge la vetta del Nanga Parbat senza uso di ossigeno supplementare. 
A settembre 2023 Mario Vielmo parte per il Tibet, assieme al compagno Sebastiano Valentini, per coronare la salita di tutti e 14 gli Ottomila con il raggiungimento della cima principale dello Shisha Pangma, ma lascia la spedizione dopo l'incidente di una valanga che ha provocato la morte delle due alpiniste americane Anna Gutu e Gina Maria Rzudicio insieme ai loro sherpa Tenje Lama Sherpa e Mingmar Sherpa. Nell'aprile 2024 raggiunge il Nepal per un ulteriore tentativo con l'agenzia Seven Summit Treks, ma dopo tre settimane di attesa tra Kathmandu e trekking in Langtang con altri alpinisti internazionali, la Mountain China Association dichiara di non rilasciare i permessi di scalata per lo Shisha Pangma e la spedizione viene annullata.

## Gli Ottomila
Nella seguente tabella sono elencate le vette oltre gli ottomila metri raggiunte da Vielmo.
| #  | Montagna      | Data           | Note |  |
| -- | ------------- | -------------- | --- |  |
| 1  | Dhaulagiri I  | 1998           | Senza uso di O2 |  |
| 2  | Manaslu       | 2000           | Senza uso di O2 |  |
| 3  | Cho Oyu       | 2001           | Scalata in solitaria (ultima parte) senza uso di O2 |  |
| 4  | Everest       | 23 maggio 2003 | Scalata in solitaria lungo (ultima parte) la parete nord est, con l'uso di ossigeno negli ultimi 200 metri.                                                                        |  |
|    | Shisha Pangma | settembre 2004 | Scalata della cima centrale (8 008 m s.l.m.) compiuta insieme a Cristina Castagna senza uso di O2                                                                                  |  |
| 5  | Gasherbrum II | luglio 2005    | Senza uso di O2 |  |
| 6  | Makalu        | maggio 2006    | Senza uso di O2. Portando in vetta la fiaccola delle Olimpiadi invernali di Torino con un messaggio di pace del Dalai Lama                                                         |  |
| 7  | K2            | 21 luglio 2007 | Senza uso di O2. Durante la discesa dalla vetta perde la vita l'alpinista Stefano Zavka                                                                                            |  |
| 8  | Kangchenjunga | 20 maggio 2013 | Senza uso di O2 |  |
| 9  | Annapurna I   | 1 maggio 2016  | Senza uso di O2 |  |
| 10 | Lhotse        | 26 maggio 2017 | Scalata senza ossigeno insieme a Nicola Bonaiti |  |
| 11 | Broad Peak    | 17 luglio 2019 | Senza uso di O2. Portando in vetta la bandiera di “Parent Project”, l’organizzazione italiana di pazienti e genitori con figli affetti da distrofia muscolare di Duchenne e Becker |  |
| 12 | Gasherbrum I  | 27 Luglio 2021 | Senza uso di O2 |  |
| 13 | Nanga Parbat  | 3 Luglio 2023  | Senza uso di O2. Portando in vetta la bandiera "NO PFAS" del gruppo "Mamme No Pfas" di Lonigo                                                                                      |  |
| 14 | Shisha Pangma | 9 Ottobre 2024 | Senza uso di O2. Portando in vetta la bandiera delle Olimpiadi Milano-Cortina |  |

## Altre imprese
Tra le altre cime intorno ai seimila metri raggiunte da Vielmo è possibile citare il Kilimanjaro in Africa; Illiniza, Cotopaxi e Chimborazo in Ecuador; Alpamayo, Quitaraju e Huascaran Sud in Perù.
Sin da giovane sua grande passione è stata inoltre lo sci alpinismo. Oltre a numerose discese con gli sci o lo snowboard nelle Alpi italiane, come la parete nord della Marmolada o il Vajo Mosca nel Gruppo del Carega, al Manaslu ha ricoperto il tragitto tra i primi campi con gli sci da telemark, mentre al Dhaulagiri I ha realizzato la discesa dal campo 2, da 6 600 metri s.l.m., fino al campo base, con lo snowboard. Dallo Shisha Pangma è sceso con gli sci da 7 400 m s.l.m. sino al campo base. Dal Pik Lenin (7 134 m s.l.m.) in Pamir ha effettuato la discesa integrale con gli sci da telemark.
Nel 1994 in Canada ha completato la scalata di 14 cascate di ghiaccio, alcune delle quali di oltre 500 metri di lunghezza.

## Filmografia
A partire dal 2003 Vielmo ha realizzato, come regista, produttore e interprete, una serie di documentari dedicati alla montagna ed in particolare alle vette da lui raggiunte.
- Everest 50 anni dopo (anno 2003), docufilm, regista, produttore e interprete.[5]
- Cresta sui pascoli sulla scalata allo Shisha Pangma (anno 2004), docufilm, regista, produttore e interprete.[5]
- La piramide di luce sulla scalata al Ghasherbrum 2 (anno 2005), docufilm, regista, produttore e interprete.[5]
- I cembali del Makalu (anno 2006), docufilm trasmesso all'interno del programma televisivo Alle falde del Kilimangiaro[19].
- K2, il sogno, l’incubo (anno 2007). Mario Vielmo ha contribuito alla realizzazione del docufilm[20] RAI presentato in due puntate su RAI 2 e diretto dal noto giornalista sportivo Marco Mazzocchi.
- Himalayan Blackout (anno 2008), produttore e interprete. Il film documenta le toccanti proteste dei tibetani in esilio a Kathmandu ed emozionanti immagini della spedizione Everest 2008. Il film è stato proiettato durante la rassegna del film festival di Zakopane (Polonia)[21].
- Kangchenjunga. I cinque tesori della grande neve (anno 2013), co-produttore e interprete. Il film è stato proiettato al Trento Film Festival[22] ed ha vinto il premio come Miglior film di alpinismo al Milano Mountain Film Festival 2014. Prodotto anche in dvd per la collana Il grande alpinismo. Storie d'alta quota del Corriere della Sera nel 2018[23].
- Himalayan Last Day, regista, produttore e interprete. Il film documenta la valanga avvenuta al campo base dell'Everest e il terremoto che ha colpito il Nepal nel 2015. Il film è stato proiettato al Trento Film Festival[5] ed è stato premiato come migliore opera filmica alla rassegna di Verona Mountain Film Festival 2017[24].
- Blue Ice Compact – Annapurna 8091, regista, produttore e interprete. Il film documentario racconta la difficile salita di una delle montagne più temute e pericolose del mondo[25].
- Lhotse Through The Storm, regista, produttore e interprete. Il film documenta la spedizione con i compagni Sebastiano Valentini e Nicola Bonaiti e la scalata alla vetta del Lhotse, raggiunta il 26 maggio 2017[26][27].

## Solidarietà
Mario Vielmo è da sempre impegnato nella solidarietà verso il popolo tibetano e nepalese. Nel 2008/2009, ha contribuito attivamente al “Progetto fiaccola Olimpica Makalu” con la raccolta fondi e la costruzione di una scuola per i bambini tibetani a Dharamsala in India.
Dal 2015 è impegnato come promotore, assieme all'associazione Sidare Onlus, del progetto “Una scuola per il Nepal”, per la ricostruzione della scuola di Arugath in Nepal, dopo la distruzione causata dal terremoto del 2015. Mario Vielmo ha partecipato all'inaugurazione della nuova scuola il 30 maggio 2017, assieme a Luca Trevisan, pochi giorni dopo aver scalato la cima del Lhotse.